# Инра
Инра — река в России, протекает в Пензенской области. Левый приток реки Вядя.

## География
Река Инра берёт начало в селе Леонидовка. Течёт на север мимо сёл Лопатки и Чемодановка. Устье реки находится в 16 км по левому берегу реки Вядя. Длина реки составляет 24 км, площадь водосборного бассейна — 133 км². Правый приток Инры — река Шеликшей.

## Данные водного реестра
По данным государственного водного реестра России относится к Верхневолжскому бассейновому округу, водохозяйственный участок реки — Сура от Сурского гидроузла и до устья реки Алатырь, речной подбассейн реки — Сура. Речной бассейн реки — (Верхняя) Волга до Куйбышевского водохранилища (без бассейна Оки).
Код объекта в государственном водном реестре — 08010500312110000036104.